# Peter Wucher
Peter Wucher (* um 1965) ist ein ehemaliger deutscher Nordischer Kombinierer.

## Leben und Karriere
Seine erste Platzierung in den Punkterängen bei einem Wettkampf im Rahmen des Weltcups der Nordischen Kombination erreichte Wucher am 29. Dezember 1983 in Oberwiesenthal. In einem Gundersen-Wettbewerb von der Normalschanze mit einer sich daran anschließenden Langlaufdistanz über 15 Kilometer erzielte er den 13. Rang. Eine weitere Platzierung in den Punkten in der Saison 1983/84 gelang ihm am 24. Februar 1984 im schwedischen Falun auf Platz 14. Am Saisonende belegte er im Gesamtweltcup mit fünf Punkten den 30. Rang. In der darauffolgenden Saison 1984/85 gelangen es ihm insgesamt vier Mal, Punkte zu erzielen: Am 15. Dezember 1984 in Planica als Zwölfter, am 29. Dezember 1984 in Oberwiesenthal als Fünfter, was zugleich auch seine beste Platzierung im Weltcup überhaupt darstellt, am 5. Januar 1985 in Schonach als Elfter und am 2. März 1985 in Lahti als Sechster. Mit 30 Punkten und dem zwölften Platz stand in jener Saison auch sein bestes Ergebnis im Gesamtweltcup zu Buche. 1985/86 erreichte er einen 14. Rang in Oberwiesenthal am 29. Dezember 1985, Platz sechs in Lahti am 28. Februar 1986 und Rang 14 im norwegischen Oslo am 14. März 1986 und wurde mit 14 Punkten 18. des Gesamtweltcups.
Nach Beendigung seiner Karriere arbeitete Wucher unter anderem als Trainer des Skispringers Felix Brodauf sowie der deutschen Weltcup-Mannschaft im Skispringen.
| Saison  | Platz | Punkte |
| ------- | ----- | ------ |
| 1983/84 | 30.   | 05     |
| 1984/85 | 12.   | 30     |
| 1985/86 | 18.   | 14     |